# Lorsque l'enfant paraît (film, 1956)
Pour les articles homonymes, voir Lorsque l'enfant paraît.
Pour plus de détails, voir Fiche technique et Distribution.
Lorsque l'enfant paraît est un film français de Michel Boisrond sorti en 1956.

## Synopsis
Le Ministre de la famille, venant de faire interdire les maisons de tolérance, apprend que son épouse, sa fille et sa bonne sont enceintes, et que son fils attend lui aussi un bébé. Une ancienne maîtresse l'informe alors qu'il est le père d'un garçon de 24 ans.

## Fiche technique
- Titre  original : Lorsque l'enfant paraît
- Réalisation : Michel Boisrond, assisté de Jacques Poitrenaud
- Scénario : Frédéric Grendel, Shervan Sidery et André Roussin d'après sa pièce éponyme.
- Décors :  Raymond Nègre et René Moulaert assisté par Olivier Girard
- Photographie : Marcel Grignon
- Montage :  Gilbert Natot
- Son : Jacques Gallois
- Musique : Henri Sauguet
- Société de production :  Comptoir Français de Productions Cinématographiques
- Producteur : Robert de Nesle
- Genre : Comédie
- Durée : 85 minutes (1h25)
- Date de sortie : 
  - France : 5 octobre 1956

## Distribution
- Gaby Morlay : Mme Fouquet
- André Luguet : M. Fouquet
- Brigitte Auber : Annie
- Guy Bertil : Georges
- Béatrice Altariba : Natacha
- Suzy Prim : Madeleine Lonant
- Jean Lagache : Jacques
- Jean Ozenne : Gaston, le maître d'hôtel
- Gaston Orbal : un invité
- Jacques de Féraudy : le grand-père
- Armande Navarre : Thérèse
- André Roussin : Minet-Drouot